# Opsaridium microlepis
Opsaridium microlepis é uma espécie de peixe actinopterígeo da família Cyprinidae.
Pode ser encontrada nos seguintes países: Malawi, Moçambique e Tanzânia.
Os seus habitats naturais são: rios e lagos de água doce.